# Superman El Último Escape
Superman El Último Escape in Six Flags México (Mexiko-Stadt, Mexiko) ist eine Stahlachterbahn des Herstellers D. H. Morgan Manufacturing, die am 19. November 2004 eröffnet wurde. Nach damaligem Stand ist es die höchste, längste und schnellste Achterbahn Mexikos.
Ursprünglich sollte Superman El Último Escape bereits 2002 eröffnen. Aufgrund eines Konflikts zwischen Six Flags und der mexikanischen Regierung, welcher über 2 Jahre dauerte, konnte die Bahn jedoch erst 2004 fertiggestellt werden.
Die 1700 m lange Strecke erreicht eine Höhe von 67 m. Der First Drop besitzt eine Höhe von 62,5 m bei einem Gefälle von 60°, auf dem die Züge eine Geschwindigkeit von 120 km/h erreichen. Es folgen ein Hügel mit einer 41,5 m hohen Abfahrt sowie zwei 360°-Helices.

## Züge
Superman El Último Escape besitzt drei Züge mit jeweils sechs Wagen. In jedem Wagen können sechs Personen (drei Reihen à zwei Personen) Platz nehmen.